# Plage de la Potinière
Pour les articles homonymes, voir La Potinière.
La plage de la Potinière, longtemps également appelée plage de Carteret est une plage de sable fin et de rochers située à Barneville-Carteret sur la Côte des Isles dans le département de la Manche.

## Géographie
La plage, située dans une crique, est orientée au sud et abritée du vent et de la houle par la falaise à l'ouest sous le cap de Carteret. Elle est limitée à l'est par la digue du port de Carteret et l'embouchure de la Gerfleur. Elle fait face à l'archipel des Écréhous et à l'île de Jersey. Le GR223 la traverse avant de rejoindre le sentier des douaniers.
Ses eaux, plutôt calmes en raison de sa situation sous le Cap, sont abritées de la houle atlantique par les îles Anglo-Normandes et réchauffées par le Gulf Stream.
La forte amplitude du marnage de cette côte mégatidale, plus de dix mètres en vive eau de coefficient 100, a plusieurs conséquences. Par grande marée, si la mer peut recouvrir complètement la plage à marée haute, elle découvre à marée basse sur près de 800 mètres et le rivage quitte alors l'abri du cap. D'importants courants traversiers, parfois supérieurs à deux nœuds devant le cap, auxquels s'ajoute le courant généré par le remplissage et la vidange du havre rendent dangereuse la baignade aux deux extrémités de la plage hors de la zone autorisée délimitée.
La falaise, au-dessus de la plage fait l'objet d'une surveillance régulière par le BGRM depuis 1994 en raison de glissements de terrain sur la partie ouest et de chutes de rochers sur la partie est menaçant l'accès en voiture par le parking en venant du port. Une série de travaux sont réalisés depuis 2002 : drains, éloignement des cabines du pied de la falaise sur un enrochement. Des chutes de rochers en 2021 ont encore interdit l'accès du parking de la plage.

## Les bains de mer
Avec le développement des transports ferroviaires puis automobiles, la mode des bains de mer se développe à la fin du XIXe siècle. Cette tendance, renforcée tout au long du XXe siècle notamment grâce à l'apparition des congés payés, encourage la création de stations balnéaires comme sur la Côte des Isles, parfois à l'emplacement d'anciens villages de pêcheurs.
Les femmes, en maillots six pièces, se changeaient dans des cabines installées sur des charrettes tirées par des chevaux. Ces charrettes les amenaient directement dans l'eau où elles descendaient par des escaliers, soutenues par des sortes de maître-nageurs en maillot une pièce et surveillées par des censeurs.

## Fréquentation
Vaste et fréquentée, elle est surveillée du 1er juillet au 31 août dans une zone définie par des bouées. 
L'activité majeure y est la baignade, la détente et le bronzage. Néanmoins, à part être appréciée des joggeurs en début de matinée, certains y pratiquent le canoë et le body-board. Conseillé en de rares occasions (mer plate et calme, marée haute, temps clair et en groupe), il est intéressant de faire du snorkelling autour des rochers pour y observer un petit échantillon de la vie sous-marine.
Depuis 1992, la plage obtient tous les ans le Pavillon Bleu d'Europe pour sa qualité.

## Équipements
Sur la plage, à l'ouest, on trouve une ancienne piscine d'eau de mer construite sur les rochers aujourd'hui non remplissable à cause d'une fente dans le mur. 
Outre le poste de secours agrandi par un barnum lors de la saison estivale, trois parkings sont construits à proximité.
À l'entrée de la plage par la route (inondée à marée haute), côté est depuis le port de pêche, des toilettes publiques ainsi qu'une petite crêperie sont construits en troglodyte dans la falaise.
Près de cet endroit, on distingue les ruines d'un ancien poste de garde de la ligne de défense de la côte du Cotentin du XVIIIe siècle, la batterie d'Ennemont.
Le restaurant-bar-terrasse La Potinière est implanté depuis 1901 au centre de la plage. Fermé pendant quelques années, il a été restauré. Des concerts et événements festifs sont régulièrement organisés. En août 2012, une de ses soirées à la veille du 15 août a attiré plus de 3 500 personnes. Chaque année, à la mi-août, une chasse au trésor sur la plage et le cap attirent près de 200 enfants.
Deux escaliers permettent de rejoindre la plage depuis les hauteurs de Carteret.
On compte une cinquantaine de cabines de plages : 4 à flanc de falaises à l'ouest, une trentaine sur une plate-forme reconstruite et enrochée dans les années 2000, une quinzaine autour de l'escalier menant de la terrasse du restaurant au chemin de « l'arbre couché » qui surplombe la plage et quelques-unes à l'est du restaurant.
Une douche d'eau douce est à disposition gratuite des baigneurs.
En été, des systèmes appelés « trialos » sont mis à disposition pour faciliter l'accès à la mer des personnes en situation de handicap physique.

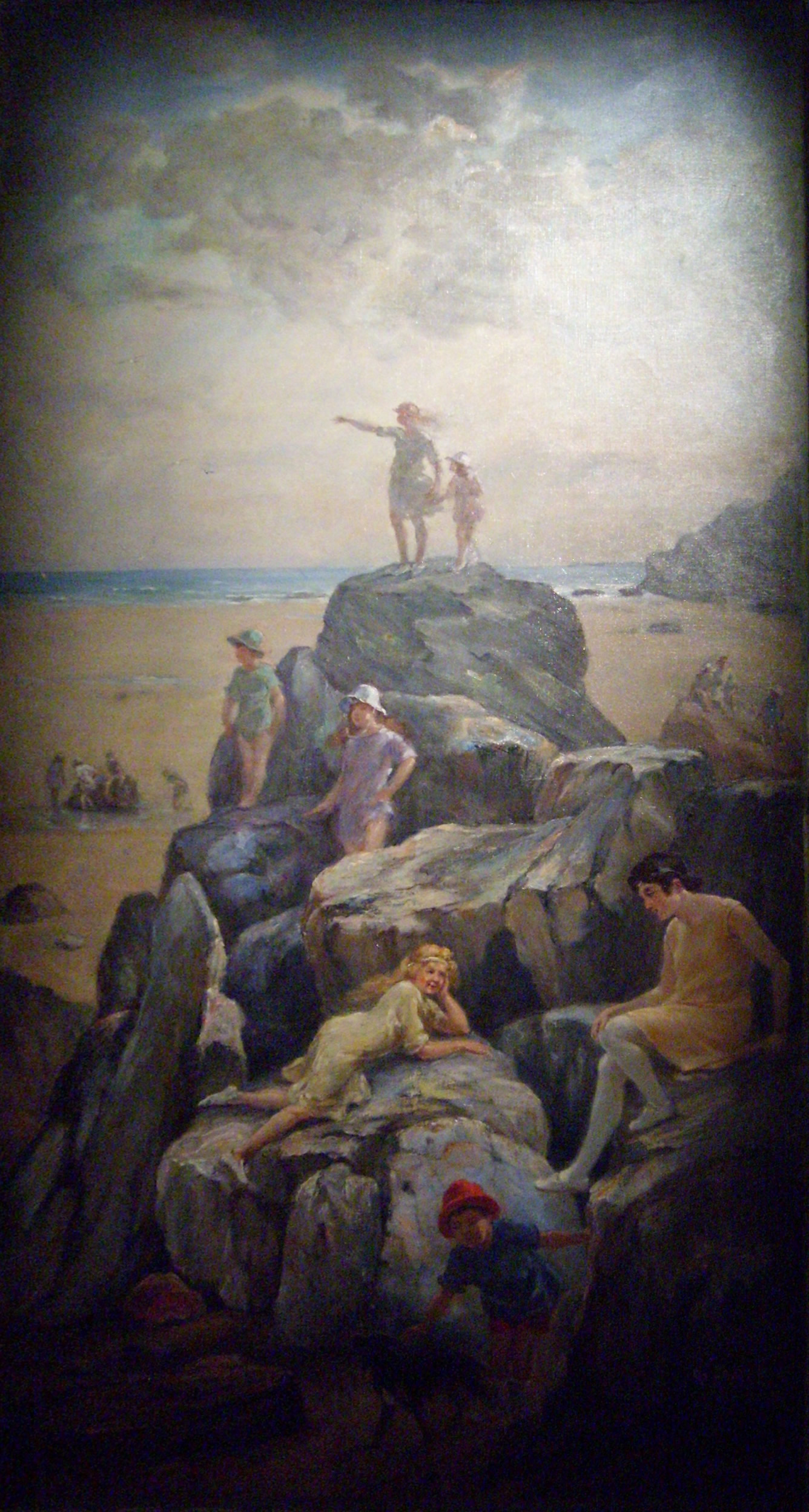
Scène sur la plage de la Potinière peinte par Adolphe Lalyre.